# ヴァレリー・ブラドフ
ヴァレリー・ブラドフ（Valery Brudov、男性、1976年11月27日 - ）は、ロシアのプロボクサー。プスコフ州出身。元WBA世界クルーザー級暫定王者。

## 来歴
1999年12月28日にロシアでプロデビューした。その後ロシアおよびフランスを主戦場に試合を行い、2001年9月2日にはロシアクルーザー級王座を獲得した。
無敗のまま、2003年12月16日にはWBA世界クルーザー級王座の指名挑戦権を獲得した。その後、ノンタイトル戦をいくつか挟みアトランティックシティのトロピカーナ・カジノ&リゾート・アトランティックシティでヴァージル・ヒルとWBA世界クルーザー級王座決定戦を行った。ヒルは名王者であったが、すでに40歳を超えており、より若く無敗だったブラドフ有利と見られていたが結果は12回0-3の判定負けとなり、プロ初黒星を喫した。
その後、2戦ほどノンタイトル戦の勝利を重ねたブラドフは2006年12月2日にルイス・アンドレス・ピネダとのWBA世界クルーザー級暫定王座決定戦をパレ・オムニスポール・ド・パリ・ベルシーで行い、11回TKO勝ちを収め王座を獲得した。
2007年6月16日、ブダペストのSYMAスポーツ＆レジャーセンターでフィラット・アルスランと対戦し、1-2（112-116、116-112、111-117）の判定負けを喫し王座から陥落した。
2012年3月3日、WBO世界クルーザー級王者のマルコ・フックがヘビー級王座へ挑戦したことに伴い、デュッセルドルフのエスプリ・アレーナで元WBOクルーザー級暫定王者オラ・アフォラビとWBOクルーザー級定王座決定戦を行い、ブラドフの5回終了時棄権により王座獲得に失敗した。

## 獲得タイトル
- ロシアクルーザー級王座
- WBA世界クルーザー級暫定王座